# Fantaisie de Bonis
Pour les articles homonymes, voir Fantaisie.
La Fantaisie, op. 72, est une œuvre de la compositrice Mel Bonis, datant de 1906.

## Composition
Mel Bonis compose sa Fantaisie en 1906. Il existe deux formes : l'une pour septuor pour piano, deux flûtes, deux violons, alto et violoncelle, l'autre pour piano et orchestre. La version pour septuor a été publiée à titre posthume par Kossack en 2003 sous le titre "Septett". La version pour piano et orchestre a été reconstituée par Yves Henry en 2014. L'œuvre semblait initialement dédiée au pianiste Camille Decreus, ce dernier défendant la compositrice au concert dès 1905. Une lettre de 1906 atteste que ce dernier a eu la Fantaisie entre les mains.

## Structure
La Fantaisie est une œuvre qui peut être soit en un soit en quatre mouvements qui s'enchaînent, voire, pour François de Médicis, les deux en même temps. Steven Vande Moortele considère que l'œuvre est de forme sonate bidimensionnelle. L'œuvre présente les sections caractéristiques d'un mouvement de forme sonate, mais est aussi divisée en plusieurs sections, suggérant par les changements de tempo, de caractère, de tonalité, l'enchaînement des différents mouvements d'une œuvre instrumentale classique.
Il en ressort que la Fantaisie, dans son état actuel pourrait être constituée de quatre sections :
1. un premier mouvement en ré bémol majeur, de tempo modéré
2. un scherzo en ré majeur
3. un mouvement lent en la majeur
4. un final très rapide, en ré bémol majeur.

Cependant, à l'origine, elle était conçue en trois mouvements. La refonte de la Fantaisie entre 1906 et 1910 laisse supposer que cela aurait pu se faire au moment des cours suivis auprès de Charles Koechlin. Cependant, vu la critique qu'il en fait dans La Chronique des arts et de la curiosité, il est peu probable qu'il y ait été associé.

## Analyse
L'œuvre, dans sa version pour orchestre, est en trois mouvements qui s'enchaînent et s'interpénètrent. Les mouvements s'échangent et combinent les thèmes avec une indépendance qui n'est point exclusive d'un grand souci d'ensemble et d'unité. Le piano s'y garde d'afficher une virtuosité agressive et l'orchestre, d'une couleur volontairement estompée y tient une place volontiers prépondérante. Charles Koechlin rapproche, dans La Chronique des arts et de la curiosité, des Variations symphoniques pour piano et orchestre de César Franck ou encore de la Ballade pour piano et orchestre de Gabriel Fauré. L'œuvre fait partie du genre de la tradition classique. Elle fait usage de la transformation thématique.
La Fantaisie adopte un patron similaire à la Wanderer-Fantasie, ou même encore de la Fantaisie en fa mineur pour piano à quatre mains de Franz Schubert. Pour François de Médicis, l'usage du terme « Fantaisie » pourrait indiquer un hommage voire une filiation entre Schubert et Bonis. De plus, les trois fantaisies introduisent un mouvement interne écrit dans une tonalité éloignée et plutôt rare, un demi-ton au-dessus du ton principal.
Dans sa Fantaisie en septuor, la compositrice exploite également les traits de tierces et de sixtes alternées, tout comme dans le Quatuor avec piano no 1.

## Réception
L'œuvre est jouée pour la première fois dans sa version orchestrale le 30 janvier 1910, sous la direction de Gabriel Pierné, avec Mme Henri Deblauwe au piano. Louis Perret, critique à L'Aurore, écrit que « Mme Mel-Bonis est incontestablement une excellente musicienne. Elle sait, et sait bien, ce qui est appréciable à une époque où tant de gens qui ignorent la musique se mêlent d'en écrire. ». L'auteur dit aussi que « La Fantaisie en ré bémol est honnête, correcte ; elle a des moments de jolie sensibilité ; elle se garde, nous dit le programme, « de violences inutiles et d'éclats intempestifs » ; elle se garde avec un soin égal d'une trop grande originalité. C'est de la musique « comme il faut », qui tient à ne pas se faire remarquer. ». Enfin, il souligne que « Le talent délicat et précis de l'interprète, Mme Henri Deblauwe, a bien servi l'œuvre de Mme Mel-Bonis, que la majorité du public a accueillie avec courtoisie. ». Plusieurs autres journaux parlent de ce concert, comme Les Annales du théâtre et de la musique, qui présente la compositrice comme « l'une des meilleures élèves de Massenet », alors qu'elle n'a jamais été élève de Jules Massenet.
La Revue musicale de Lyon fait aussi la critique de ce concert, de façon peu élogieuse : « Le pire était représenté, lui aussi, par un concerto de piano de Madame (car il paraît que c'est une dame) Mel-Bonis. Que n'aurions-nous donné, à ce moment, pour entendre les grondements torrentiels de la Seine se répercutant sous les voûtes du Métropolitain… Seuls quelques murmures sifflants volèrent sur nos têtes à la fin de cette pénible audition et l'on passa à un autre divertissement. ». Le lien entre l'interprétation de la Fantaisie et les sifflets qu'elle a reçu s'inscrit dans le contexte de la « Guerre du concerto », et est explicité par l'article du Figaro : « Rien ne ressemblait moins à un concerto, dans l'acception fâcheuse du terme. Et les concertophobes qui fréquentent le Châtelet pouvaient, sans déchoir, demeurer hier dans le silence. Ils ne le firent point. ».
Charles Koechlin explique même que l'œuvre de Mel Bonis, si elle n'égale les maîtres « tels que Franck, M. Fauré, M. d'Indy, M. Saint-Saëns », est très distinguée, très musicale, pleine de jolis détails, et par moments avec une réelle sensibilité. Le reste de la critique se partage entre commentaires polis mais peu enthousiastes et piques acerbes. À la suite de cette pauvre réussite, la compositrice semble avoir une période d'incertitude,. Cependant, elle n'arrête pas de composer, puisque plusieurs autres œuvres suivront, mais on ne sait pas si elle a jamais retouché au genre symphonique.
La Fantaisie a été jouée, sous sa forme pour septuor, au château de Morsbroich, à Leverkusen, en 1998, en coopération avec la Société franco-allemande. Elle est jouée à nouveau sous la même forme le 8 mars 2022 au Théâtre des Champs Elysées à Paris.

## Edition disponible
- Version septuor, pour piano, quatuor à cordes et 2 flûtes, Sous le titre "Septett": Editions Kossack, Rheinfelden, Allemagne, 2003

- Version orchestre, reconstitution par Yves Henry: Editions Furore, Kassel, Allemagne, 2023

## Discographie
- Mel Bonis, La joueuse de flûte, la Fantaisie en Septuor par Tatjiana Ruhland et les musiciens du Stuttgart Radio Symphony, Hanssler Classic, réedition 2020

## Sources
- Étienne Jardin, Mel Bonis (1858-1937) : parcours d'une compositrice de la Belle Époque, 2020 (ISBN 978-2-330-13313-9 et 2-330-13313-8, OCLC 1153996478, lire en ligne)